# Zurna
La zurna o surnay è uno strumento musicale a fiato usato in diversi paesi del medio oriente. È anche chiamata surnay, birbynė, lettish horn, surla, sornai, zournas e zurma.
Esiste in due differenti versioni:
- ancia semplice e tubo cilindrico
- ancia doppia a canna conica. Quest'ultimo ha dato origine all'oboe.